# Can Artam
Can Artam (Estambul, Turquía; 30 de junio de 1981) es un piloto de automovilismo turco. Fue campeón de la US Barber Formula Dodge en 2001 y corrió en la temporada 2005 de GP2 Series para el equipo iSport.

## Carrera
La carrera de Artam comenzó en los kartings en el año 1999, pasando después al Campeonato Turco de Turismos (TTCC) en 2001. Después, en ese mismo año, corrió en la US Barber Formula Dodge, ganando el título.
Volvió a correr en la TTCC en 2002, participando también en la FranAm Formula Renault y algunas carreras de la Fórmula 3 Turca, además de volver a los karts en algunos eventos. La Fórmula Renault sería la única competición en que competiría en 2003, aunque con el nuevo año estuvo en algunas partes de temporada en la National-Class de la Fórmula 3 Británica y la Formula Renault V6 Eurocup.
El 29 de mayo de 2004, Can Artam hizo historia en la Fórmula 3000 en Imola como el primer piloto turco en esta categoría, pilotando parte de la temporada para el equipo Coloni, y después algunas carreras para Super Nova. En 2005 estuvo en la GP2 Series, sucesora de la Fórmula 3000, para el equipo iSport junto con Scott Speed, aunque sin mucho éxito, obteniendo sólo dos puntos con la séptima plaza en la carrera de Mónaco.

## Resultados

### GP2 Series
(Clave) (negrita indica pole position) (cursiva indica vuelta rápida puntuable)

| Año  | Escudería            | 1   | 1   | 2   | 2   | 3   | 3   | 4   | 4   | 5   | 5   | 6   | 6   | 7   | 7   | 8   | 8   | 9   | 9   | 10  | 10  | 11  | 11  | 12  | 12  | Pos. | Puntos | Ref.  |
| ---- | -------------------- | --- | --- | --- | --- | --- | --- | --- | --- | --- | --- | --- | --- | --- | --- | --- | --- | --- | --- | --- | --- | --- | --- | --- | --- | ---- | ------ | ----- |
| 2005 | iSport International | IMO | IMO | BAR | BAR | MON | MON | NÜR | NÜR | MAG | MAG | SIL | SIL | HOC | HOC | BUD | BUD | EST | EST | MNZ | MNZ | SPA | SPA | SAK | SAK | 22.º | 2      | [ 1 ] |
| 2005 | iSport International | 16† | Ret | Ret | Ret | 7   | 7   | 17  | Ret | 17  | 16  | 18  | 14  | Ret | 20  | 14  | 12  | 11  | 16  | 9   | 9   | Ret | 22† | 17  | 16  | 22.º | 2      | [ 1 ] |